# 大鬚星衫魚
大鬚星衫魚（学名：Astronesthes macropogon）为輻鰭魚綱巨口鱼目巨口鱼科的其中一種。分布于大西洋海域，為深海魚類，棲息深度0-2000公尺，體長可達14公分。

## 扩展阅读
維基物種上的相關：大鬚星衫魚